# Zeggaï Menni
Zeggaï Menni (en arabe : زقاي مني) est un footballeur international algérien né le 10 mai 1968 à Saïda. Il évoluait au poste de milieu offensif.

## Biographie
Zeggaï Menni reçoit deux sélections en équipe d'Algérie, pour un but inscrit. 
Il débute en équipe nationale le 22 mars 1989, en amical contre le Maroc, sous la direction de Kamel Lemoui (score : 1-1). Il joue son second et dernier match le 4 avril 1989, contre la Tunisie (victoire 2-0). Il inscrit un but à cette occasion.
En club, il commence sa carrière au MC Saïda, où il joue pendant deux saisons. Il évolue ensuite pendant quatre saisons avec l'USM Bel Abbès. Il joue ensuite deux saisons à l'USM Blida. Il termine sa carrière au WA Mostaganem, où il reste deux saisons. 
Il remporte, avec l'USMBA, une Coupe d'Algérie. Par ailleurs, lors de la saison 1988-1989, il inscrit neuf buts dans le championnat d'Algérie, et se classe quatrième du championnat avec l'USMBA.

## Palmarès
- Vainqueur de la Coupe d'Algérie en 1991 avec l'USM Bel Abbès.
- Champion d'Algérie de D2 en 1993 (Groupe Ouest) avec l'USM Bel Abbès.